# Kim Min-ju
Kim Minju (hangul: 김민주; nascida em 5 de fevereiro de 2001), é uma cantora e atriz sul-coreana. Ela é mais conhecida como ex-integrante do grupo feminino nipo-sul-coreano Iz*One depois de terminar em 11º lugar no programa de sobrevivência da Mnet, Produce 48. Após a dissolução do grupo em 29 de abril de 2021, ela está atualmente listada como atriz na Urban Works Media.

## Início da vida
Kim nasceu em 5 de fevereiro de 2001. Ela frequentou a School of Performing Arts Seoul.

## Carreira

### 2018-presente:Produce 48, Iz*One, atividades solo
De 15 de junho a 31 de agosto de 2018, Kim representou a Urban Works no reality show de sobrevivência do girl group Produce 48. Ela finalmente ficou em décimo primeiro lugar e estreou com Iz * One . A estreia do grupo extended play (EP) Color * Iz foi lançada em 29 de outubro de 2018, com " La Vie en Rose " servindo como seu single principal.
Em 2019, ela estrelou o filme The Fault Is Not Yours.
Em 13 de junho de 2020, ela se tornou a apresentadora do programa musical sul-coreano Show! Music Core.

## Filmografia

### Filmes
| Ano  | Título                 | Papel    | Notas             | Ref. |
| ---- | ---------------------- | -------- | ----------------- | ---- |
| 2018 | The Fault Is Not Yours | Soo-yeon | papel principal   |      |
| 2020 | Eyes on Me: The Movie  | Herself  | filme de concerto |      |

### Séries de televisão
| Ano  | Título  | Papel             | Notas | Ref. |
| ---- | ------- | ----------------- | ----- | ---- |
| 2018 | Tempted | Jovem Choi Soo-ji |       |      |

### Programa de televisão
| Ano           | Título           | Emissora | Ref.  |
| ------------- | ---------------- | -------- | ----- |
| 2018          | Produce 48       | Mnet     | [ 4 ] |
| 2020–presente | Show! Music Core | MBC TV   |       |

### Webséries
| Ano  | Título   | Papel                      | Notas | Ref. |
| ---- | -------- | -------------------------- | ----- | ---- |
| 2019 | A-Teen 2 | Funcionária de restaurante | cameo |      |